# IJsselstein
IJsselstein (anhörenⓘ) ist eine Gemeinde in der niederländischen Provinz Utrecht. Der Name IJsselstein wird von der Holländischen IJssel hergeleitet.

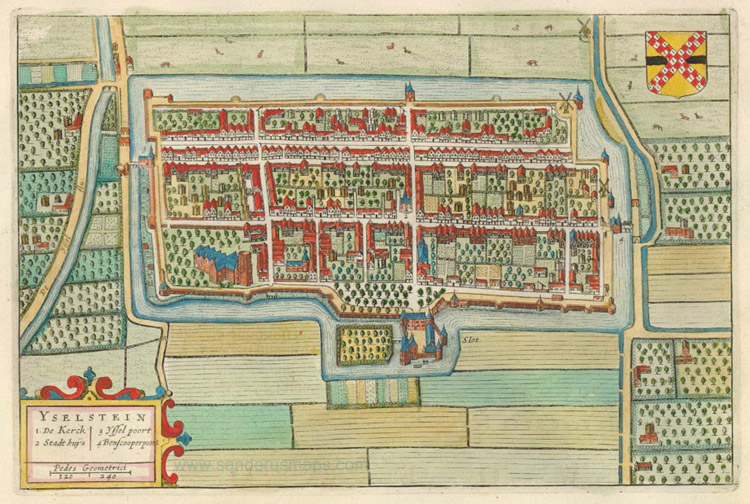
IJsselstein 1649 aus dem Atlas Maior von Blaeu

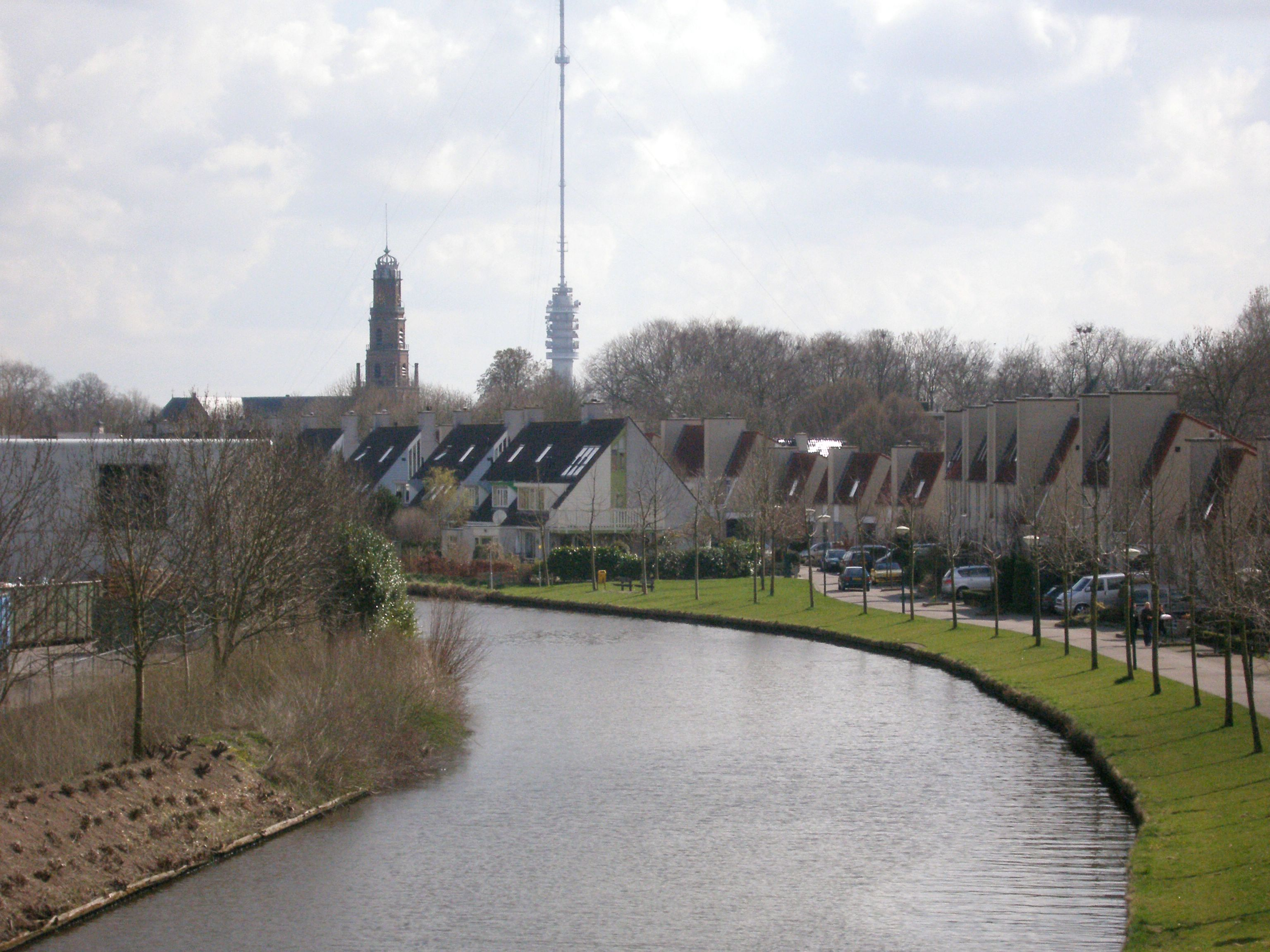
IJsselstein

## Geschichte
IJsselstein entstand als Niederlassung im Bereich der Burg IJsselstein, die im Jahr 1279 zum ersten Mal erwähnt wird. Die Burg kam in den Besitz von Gijsbrecht van Amstel (auch Gijsbrecht van IJsselstein genannt), dem ersten Herren der Baronie IJsselstein.
Vermutlich erhält das Dorf zwischen 1331 und 1360 die Stadtrechte. 1390 werden die Stadtmauern errichtet. Vielleicht war dies schon die zweite Stadtmaueranlage. Seit 1398 war an der Nikolauskirche ein Kanonikerstift ansässig. 1417 wird die Burg IJsselstein geschleift. 1418 und 1466 wird die Stadt verwüstet. Nach 1466 wird ein Gebiet von einer neuen Stadtmauer begrenzt, das nur noch ungefähr halb so groß ist wie früher. Etwa 1467 wird die Burg Ijsselstein unter der Regie von Frederik van Egmond erneut aufgebaut. 1551 kommt IJsselstein in den Besitz von Wilhelm von Oranien (Willem van Oranje). Um 1815 wird IJsselstein in die Provinz Utrecht eingegliedert. Ab 1852 wird die Stadtmauer nach und nach größtenteils abgebrochen. 1887 wird die katholische St.-Nikolaus-Basilika errichtet
Im Jahre 1961 wurde mit dem Gerbrandytoren mit der damaligen Gesamthöhe von 382,5 Metern das bis heute höchste Bauwerk der Niederlande fertiggestellt.

## Sitzverteilung im Gemeinderat (2014)
- PvdA, 1 Sitz
- VVD, 4 Sitze
- CDA, 3 Sitze
- LibDem, 5 Sitze
- GL, 2 Sitze
- CU, 1 Sitz
- D66, 5 Sitze
- SP, 2 Sitze

## Söhne und Töchter der Gemeinde
- Pierre Abbink Spaink (1931–2001), Komponist und Musikpädagoge
- Lieke van Lexmond (* 1982), Model, Moderatorin und Schauspielerin
- Patrick Miedema (* 1990), Handballspieler